# 타냐 나티피탓드
타냐 나티피탓드(ターニャ・ナティピタッド)는 《파이팅! 대운동회》의 등장인물이다.

## 성우
사카구치 아야(阪口あや) / 이진화(SBS) / 이지영(OVA)

## 프로필
4984년 5월 5일에 출생으로 아프리카 출신. 칸자키 아카리와는 남극 훈련 학교때부터 동기로, 항상 기운 넘치고 밥만 찾는 식탐을 속성을 가졌고 3화에서는 친구들의 얼굴에 낙서를 하는 장난꾸러기 면이 있는 캐릭터이다. 언제나 아카리를 격려해주고 응원해준다. 최종시험에서는 3위로 들어와서 3위까지 입학권이 주어지는 대학위성에 진학. 대학위성 예선전에서는 제시와 같은 팀이 된다. 제시가 자퇴한 이후 아카리의 팀과 승률이 비슷해지고 본선에 참가하기 위해 아카리와 겨루나 패배. 준결승에는 아카리의 연습을 도와주고 초운동회편에서 활약한다. OVA에서는 라리와 같은 팀이 되고, 4화 칠석제 두번째 시합에서 미인계 시각전술을 사용하지만 패배. 대운동회 본선 3번째 경기에서 탈락하고 OVA판에서만 그의 오빠가 등장. 결승전에는 같은 팀 멤버 라리를 응원한다.